# Sonata per pianoforte n. 2 (Skrjabin)
La Sonata per pianoforte n. 2 in Sol diesis minore, Op.19 - Sonata Fantasia - è un'opera del compositore russo Aleksandr Nikolaevič Skrjabin. Ha avuto un tempo di gestazione molto ampio (1892-1897) e questo ha permesso al compositore di indirizzare le idee che avevano sedimentato in lui verso nuovi contenuti e orizzonti strutturali.

## Struttura
Essa è costituita da due soli movimenti senza soluzione di continuità, a differenza della Prima sonata che ne contava ben quattro (facendole assumere i connotati della sonata classica ad eccezione dell'ultimo movimento lento atipico). Due soli movimenti per realizzare tutto il genio creativo che si rivela fin dalla prima battuta.

### Il primo movimento
Skrjabin esordisce con una sorta di "appoggiatura" affidata alla mano sinistra che risolve sulla dominante (re#), mentre alla destra vi è l'accordo di sol# minore con la terza minore omessa, conferendo per un attimo il senso del "vuoto".
Tutto questo viene però annullato dall'impiego della terza e "l'estranea" sesta maggiore che catapultano immediatamente l'ascoltatore nella tonalità del pezzo.
È necessario evidenziare il senso di "pulsione" del tema che affida alla mano sinistra l'ottava sol# sfuggente che va a "colpire" con forza seppure nel piano il re# (la quinta); dopo un attimo di sospensione è la destra che risponde quasi come un'eco, fornita di ottave in moto contrario con l'aggiunta di due note.
Questo "gioco" viene ripetuto partendo dal la# (secondo rivolto della settima di dominante).
Questo genere di scrittura non è nuova in Skrjabin basti rivolgere lo sguardo allo Studio op. 8, n. 12 in re# minore dove la tonica in ottava a sinistra viene ribattuta e successivamente il la# a destra in ottava risolve sul la# all'ottava sotto; anche qui troviamo un senso di "pulsione", "propagazione", il suono viene quasi "catapultato" in una nuova dimensione.

### Il secondo movimento
Nel secondo movimento, dopo un ritorno al "rumore" iniziale, fa capolino la fantastica melodia centrale che stavolta assume le caratteristiche di chi vuol volgere al termine, che va a spegnersi e confondersi con il rumore delle profondità marine, sottovoce, sfumante, delizioso, destato soltanto dai due accordi finali che irrompono in maniera decisiva come colpi di cannone.
Sappiamo bene che Skrjabin non scriveva note che fossero auto-limitanti al solo "fatto musicale", al contrario, una fitta rete di simbolismi erano sempre presenti in lui.
La sua arte, inizialmente poneva le basi nel gusto chopiniano dal quale aveva sicuramente attinto più per ragioni di pianismo e timbrica ma non nei contenuti che spesso si estraniavano dalla musica stessa.